# Un dénommé Squarcio
Pour plus de détails, voir Fiche technique et Distribution.
Un dénommé Squarcio (La grande strada azzurra) est un film franco-germano-yougoslavo-italien réalisé par Gillo Pontecorvo et sorti en 1957.

## Synopsis
Squarcio est un pêcheur à la dynamite, habitant dans une petite île de l'Adriatique, qui lutte de façon désespérée pour essayer d'améliorer le sort de sa famille.

## Fiche technique
- Titre original : La grande strada azzurra
- Titre anglais : The Wide Blue Road
- Réalisation : Gillo Pontecorvo, assisté de Giuliano Montaldo
- Scénario : Ennio De Concini, Franco Solinas d'après un de ses romans
- Photographie : Mario Montuori
- Musique : Carlo Franci
- Montage : Eraldo Da Roma
- Pays de production :  Italie |  France |  Allemagne de l'Ouest |  Yougoslavie
- Date de sortie : 
  - Italie : 22 novembre 1957
- Affiche : André Bertrand (France)

## Distribution
- Alida Valli : Rosetta
- Yves Montand : Squarciò
- Francisco Rabal : Salvatore
- Umberto Spadaro : Marshal
- Peter Carsten : Rivo
- Federica Ranchi : Diana
- Terence Hill (sous le nom de Mario Girotti) : Renato